# بگه جان
بگه جان، روستایی‌ در دهستان ییلاق شمالی از توابع بخش مرکزی شهرستان دهگلان در استان کردستان ایران است.

## جمعیت
این روستا در دهستان ییلاق شمالی قرار دارد و براساس سرشماری مرکز آمار ایران در سال ۱۳۸۵، جمعیت آن ۶۵۶ نفر (۱۲۸خانوار) بوده‌است.
شغل اصلی مردم آن کشاورزی (گندم دیم و نخود) و دامپروری است، اب وهوای ان کوهستانی و سرد و خشک بوده فاصله ان از شهر سنندج (مرکز استان کردستان)۵۵ کیلومتر است